# Pillmersreuth

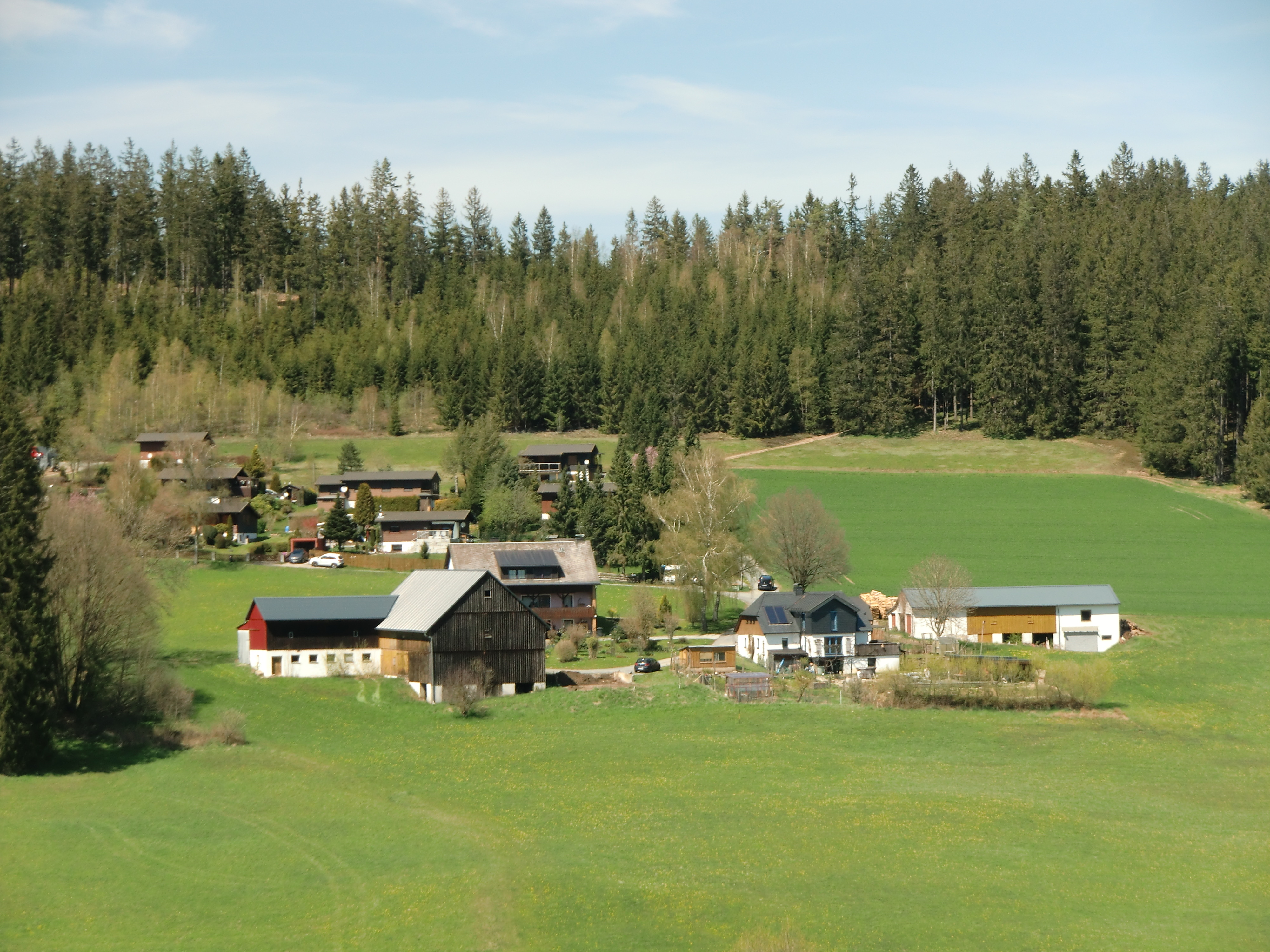
Die Pillmersreuther Feriensiedlung, im Vordergrund zwei ältere Höfe

Pillmersreuth ist ein Gemeindeteil der Stadt Schwarzenbach am Wald im Landkreis Hof (Oberfranken, Bayern). Pillmersreuth liegt in der Gemarkung Döbra.

## Geografie
Das Dorf liegt am Nordwesthang des Rauhenberges (707 m ü. NHN) in der Quellmulde des Baiergrüner Baches. Von Pillmersreuth aus reicht der Blick über das weitgeschwungene Bachtal bis Schauenstein. Nordöstlich des alten Ortskerns ist südlich des Waldrands eine ausgedehnte Feriensiedlung entstanden, daneben gibt es im Ort einige Ferienwohnungen und -häuser. Die Staatsstraße 2194 führt an Rauhenberg vorbei nach Einzigenhöfen (1 km östlich) bzw. nach Thron (1,3 km nördlich).

## Geschichte
Westlich der nach Döbra führenden heutigen Staatsstraßen und am Hang des Rauhenberges verlief einstmals die Grenze zwischen dem Hochstift Bamberg und dem Markgraftum Brandenburg-Kulmbach/Bayreuth. Gegen Ende des 18. Jahrhunderts bestand Pillmersreuth aus neun Anwesen (1 Hof, 1 Dreiviertelhof, 3 Halbhöfe, 3 Viertelhöfe, 1 Tropfhaus). Die Hochgerichtsbarkeit  hatte das bambergische Centamt Enchenreuth. Das bambergische Kastenamt Stadtsteinach war Grundherr sämtlicher Anwesen.
Von 1802 bis 1810 unterstand Pillmersreuth dem Justiz- und Kammeramt Naila. Infolge des Ersten Gemeindeedikts wurde Pillmersreuth dem 1812 gebildeten Steuerdistrikt Döbra und der zugleich entstandenen Ruralgemeinde Döbra zugewiesen. Im Zuge der Gebietsreform in Bayern wurde Pillmersreuth am 1. Mai 1978  nach Schwarzenbach eingegliedert.

### Ehemalige Baudenkmäler
- Haus Nr. 8: Eingeschossiges, verputzt massives Wohnstallhaus mit Halbwalmdach und verschiefertem Giebeltrapez, sicherlich frühes 19. Jahrhundert; Türrahmungen profiliert und geohrt, mit Scheitelstein.[10]
- Haus Nr. 9: Eingeschossiges, verputzt massives Wohnstallhaus mit Halbwalmdach und verschiefertem Giebeltrapez; profilierte und geohrte Türrahmungen mit Scheitelstein, über der Wohnungstür bezeichnet „FAH 1810“. Kreuzgewölbter Stall mit Mittelsäule aus Granit.[10]
- Grenzstein, 500 Meter westsüdwestlich des Ortsausgangs in der Waldabteilung Rauhenberg. Sandstein mit Wappen des Hochstifts Bamberg und der Markgrafschaft Bayreuth, auf der Bamberger Seite bezeichnet „5“, auf der Bayreuther Seite „1573“.[10]

### Einwohnerentwicklung
| Jahr      | 1819  | 1861   | 1871   | 1885   | 1900   | 1925   | 1950   | 1961   | 1970   | 1987   | 2020  |
| Einwohner | 61    | 84     | 93     | 96     | 78     | 76     | 53     | 47     | 40     | 38     | 38    |
| Häuser    |       |        |        | 11     | 12     | 11     | 11     | 10     |        | 31     |       |
| Quelle    | [ 8 ] | [ 12 ] | [ 13 ] | [ 14 ] | [ 15 ] | [ 16 ] | [ 17 ] | [ 18 ] | [ 19 ] | [ 20 ] | [ 1 ] |

## Religion
Pillmersreuth ist evangelisch-lutherisch geprägt und gehört zur Kirchengemeinde St. Bartholomäus (Döbra), die im 19. Jahrhundert zur Pfarrei erhoben wurde.